# Míla Myslíková
Míla Myslíková (ur. 14 lutego 1933 w Třebíču, zm. 11 lutego 2005 w Pradze) – czechosłowacka i czeska aktorka filmowa, teatralna i telewizyjna oraz autorka książek dla dzieci.

## Filmografia
- 1954: Najlepszy człowiek (Nejlepší člověk) – Květa Marčanová
- 1961: Gdzie rzeki błyszczą w słońcu (Kde řeky mají slunce) – Anna
- 1961: Teresa prowadzi śledztwo (Tereza) – kelnerka Marta
- 1962: Haszek i jego Szwejk (Большая дорога) – żona arcyksięcia
- 1962: Spojrzenie z okna (Závrať) – samotna kobieta
- 1964: Gdzie twoje miejsce (Místo v houfu) – żona sekretarza
- 1964: Dwaj muszkieterowie (Bláznova kronika) – barmanka
- 1964: Utracona córka (Místenka bez návratu) – nauczycielka
- 1965: Szkoła grzeszników (Škola hříšníku) – Myšková
- 1965: Zbrodnia w żeńskiej szkole (Zločin v dívčí škole) – łaziebna
- 1966: Dama z tramwaju (Dáma na kolejích) – sąsiadka
- 1967: Prywatna burza (Soukromá vichřice) – Joža Vinšová
- 1968: Kapryśne lato (Rozmarné léto) – Kateřina
- 1968: Palacz zwłok (Spalovač mrtvol) – kobieta w kapeluszu
- 1969: Skowronki na uwięzi (Skřivánci na niti) – Elza
- 1971: Babcia (Babička) – Tereza Prošková
- 1972: Dziewczyna na miotle (Dívka na koštěti) – Bláhová
- 1973: Kronika gorącego lata (Kronika žhavého léta) – Antošova
- 1973: Trzy orzeszki dla Kopciuszka (Tři oříšky pro Popelku / Drei Haselnüsse für Aschenbrödel) – gospodyni
- 1974: Jak utopić doktora Mraczka (Jak utopit dr. Mráčka aneb Konec vodníků v Čechách) – Matylda Wassermannowa
- 1975: Zaklęte rewiry – kucharka
- 1976: Na skraju lasu (Na samotě u lesa) – Božena
- 1976: Lato z kowbojem  (Léto s kovbojem) – Koutná
- 1976: Mareczku, podaj mi pióro! (Marečku, podejte mi pero!) – żona Kroupy
- 1977: Brygada upał (Parta hic) – Oli Hnízdová
- 1977: Szpinak czyni cuda! (Což takhle dát si špenát) – Růženka
- 1978: To moja sprawa, szefie (Já to tedy beru, šéfe...!) – Květa Vacáková
- 1981: Niewierność po słowacku (Nevera po slovensky) – Jaštěrčiaková
- 1981: Tajemnica zamku w Karpatach (Tajemství hradu v Karpatech) – żona oberżysty
- 1982: Jak świat traci poetów (Jak svět přichází o básníky) – mama Šafránková
- 1983: Jara Cimrman śpi (Jára Cimrman ležící, spící) – dyrektorka
- 1984: Jak poeci tracą złudzenia (Jak básníci přicházejí o iluze) – mama Šafránková
- 1985: Kukułka w ciemnym lesie (Kukačka v temném lese) – Frau Kramer
- 1985: Piękny Hubert (Fešák Hubert) – matka Čerepatky
- 1985: Miłość z pasażu (Láska z pasáže) – szefowa warsztatu
- 1986: Wsi moja sielska, anielska (Vesnicko má stredisková) – Fialková
- 1986: Róża Luksemburg (Rosa Luxemburg) – Julie Bebel
- 1987: Jak poetom smakuje życie (Jak básníkům chutná život) – mama Šafránková
- 1993: Konec básníků v Čechách – mama Šafránková